# Варна (порт)
Порт Варна (болг. Пристанище Варна) — крупнейший портовый комплекс Болгарии, расположенный на черноморском побережье, в западной части Варненского залива рядом с Варненским и Белославским озёрами. Включает также порт Балчик. 
Обладает значительным потенциалом развития с защищённой внутренней озёрной набережной протяжённостью 44 км, до которой можно добраться по автомобильной и железной дорогах и которая прилегает к аэропорту Варна.

## Описание
На рейде Варны есть две якорные стоянки: летняя и зимняя. Если при сильном северо-восточном ветре и волнении стоянка становится небезопасная, то доступна третья стоянка в западной части, на расстоянии 70 км от мыса Калиакра, в 26 км к северо-востоку от Варны. Два внутренних канала соединяют море и порт Варна-Восток с Варненским и Белославским озером и портом Варна-Запад: первый канал с осадкой 11,5 м, второй с осадкой 11 м. Каналы образуют остров, на котором находится нефтяной терминал. Глубина причала позволяет принимать корабли водоизмещением 50 тысяч т, но в порт Варна-Запад по соображениям безопасности входят корабли с осадкой не больше 9,9 м и надводным габаритом не более 46 м. Суда с длиной 200 м, шириной 26 м или тоннажем более 20 тысяч т могут проходить по каналам только в дневное время суток. Крупнейшее судно, побывавшее в порту — «Norwegian Dream» (длина 220 м, тоннаж 50700 т).
Порт Варна предлагает услуги погрузки и разгрузки товаров, транспортной экспедиции, хранения товаров и службы перевозки товаров в ISO-контейнерах. В порту работают 40 причалов, 65 электрических кранов и ещё около 400 зданий и структур для обслуживания кораблей. Площадь порта составляет 454 тыс. м², из них 76 тыс. м² выделены под склады. Развита автодорожная и железнодорожная инфраструктура, принимаются насыпные, разгрузочные, контейнерные и некоторые наливные грузы. Функционируют ролкеры. Статьи экспорта — мочевина, кальцинированная сода, цемент, клинкер, кремнезём, удобрения, зерно, контейнеры. Статьи импорта — уголь, металлы, руды и рудные концентраты, нефть, фосфаты, древесина, меласса, контейнеры. С 2006 года порт Варна является центром деятельности британской компании British Petroleum и немецкого производителя ветряных турбин Saga. В 2008 году наметился 57%-ый рост общего тоннажа, вышедший за пропускную способность порта, в связи с перенаправленим грузов из других портов в регионе и рекордного экспорта пшеницы из северо-восточной Болгарии в том году.

## Будущее
В 1999 году был предложен план расширения порта Варна до 2020 года. Крупные проекты нового строительства, реконструкции и модернизации включают глубоководный терминал и терминал ролкеров на острове под Аспаруховым мостом, зерновой терминал на северном побережье Варненского озера к югу от сухого дока, терминал жидких химикатов и цементо-клинкерный терминал в Варне-Запад. В Варне-Восток будут реконструированы пассажирский терминал и терминал ролкеров. 
В 2007 году обнародованы планы по переводу контейнерного терминала на новую базу на северо-восточном побережье Варненского озера и перепрофилированию старого восточного порта: он должен был стать большой зоной морских аттракционов с новым круизным терминалом, пристанью для яхт, апартаментами, гостиницами, ресторанами, музеями, выставками, магазинами и прочими туристическими объектами. Через год было объявлено о строительстве ещё одного глубоководного контейнерного терминала на южной стороне острова для судов, перевозящих более 2500 teu.
В Белославе собирались оборудовать нефтегазовый терминал: в связи с газовыми кризисом в начале 2009 года[прояснить] обсуждалось строительство нового терминала площадью 30 га на северо-западном побережье Варненского озера в Езерово. 
Другие портовые терминалы включат в себя круизный терминал, терминалы для перевозки нефти (Petrol), древесины (ЛесПорт) и угля (ТЭЦ Варна), а также железнодорожный паромный терминал (не входит в комплекс), который находится на южном побережье Белославского озера рядом с портом Варна-Запад.
В 2015 году был возрождён план по восстановлению 192-км судоходного канала Русе — Варна (который бы соединил нижний Дунай и Черное море в обход устья реки и румынского порта Констанца); он дал бы  возможность расширить территорию Варненского морского порта за счет Белославского озера, на берегу которого находится один из терминалов гавани — Варна-Запад.